# Francis Muguet
Francis Muguet, né le 30 avril 1955 à Paris et mort le 14 octobre 2009 à Paris, est un chercheur français et une personnalité d'Internet.

## Biographie
Docteur en sciences de l'Université de Texas Tech (1992, thèse sur des améliorations computationnelles concernant un nouveau modèle de l'électron hydraté ainsi que des géométries de dimères de l'eau et de l'ammoniac) et licencié en droit, il fut chercheur à l'École nationale supérieure de techniques avancées (ENSTA ParisTech) de 1993 à 2009, puis consultant auprès de l'Union internationale des télécommunications (UIT) et l'Université de Genève.

## Engagements
Défenseur de l'accès libre et ouvert aux contenus scientifiques, il a présidé le groupe de travail de la société civile sur l’information scientifique, et cocoordonne le groupe sur les brevets, marques et droits d’auteur au Sommet mondial sur la société de l'information (SMSI),. Il a été aussi actif dans le Réseau Mondial pour la Diversité Linguistique, la Coalition Dynamique pour la Diversité Linguistique du Forum sur la gouvernance de l'Internet et membre d'ICVolontaires.
Il a plusieurs fois aidé Richard Stallman à rencontrer des personnages politiques français : notamment Claudie Haigneré en juillet 2003, Ségolène Royal en juin 2006.
Francis Muguet a conçu le concept du mécénat global qui propose de répondre à l'argument juridique invoqué contre la licence globale en vertu de la Convention de Berne sur le droit d'auteur. Le mécénat global est soutenu par Richard Stallman qui a corédigé avec lui la Déclaration de la Louisiane lors d'un atelier organisé par la Société française de l'Internet le 12 mars 2009. Francis Muguet est un des fondateurs de la SARD, Société d'acceptation et de répartition des dons, qui reprend les principes du Mécénat global. Il a contribué au livre La Bataille Hadopi (ILV-Edition.com, oct. 2009) qui lui est dédié.
Adama Samassekou, président du processus préparatoire du Sommet mondial sur la société de l'information de Genève et du réseau Maaya, a rendu hommage à Francis Muguet  en écrivant : 

« Ayant eu le grand honneur et le privilège de présider le processus préparatoire de la phase de Genève du SMSI, je peux témoigner du rôle remarquable qu’a joué Francis Muguet, côté Société civile, dans l’adoption de certains textes essentiels de la Déclaration et du Plan d’Action de Genève, en particulier le 3e principe fondamental « Accès à l’information et au savoir », dont le paragraphe 28 portant sur le libre accès aux connaissances scientifiques est de son inspiration et pratiquement de sa plume. »

— Hommage de Maaya